# Mirza Begić
Pour les articles homonymes, voir Begić.
Mirza Begić, né le 9 juillet 1985, à Bijeljina, en République socialiste de Bosnie-Herzégovine, est un joueur slovène de basket-ball. Il évolue au poste de pivot.

## Biographie
En 2011, il rejoint le Real Madrid pour deux ans. La première saison, il remporte la Coupe du Roi. Lors de la saison 2012-2013, le Real remporte le championnat d'Espagne.
En juillet 2013, Begić rejoint l'Olympiakós où il signe un contrat de deux ans. En septembre 2014, il signe un contrat avec l'Union Olimpija. En novembre, Begić rejoint le Laboral Kutxa Vitoria où il signe un contrat d'un mois pour remplacer Lamont Hamilton. En décembre, son contrat est étendu jusqu'à la fin de la saison 2014-2015.
Au mois de juillet 2020, il s'engage pour une saison avec le club slovène de Koper Primorska.

## Palmarès
- Champion de Slovénie : 2007, 2008[4]
- Vainqueur de la Coupe de Slovénie : 2007, 2008[4]
- Vainqueur de la Ligue baltique : 2010[4]
- Vainqueur de la Coupe du Roi : 2012
- Champion d'Espagne : 2013[4]